# Édouard Therriault
Édouard Therriault (* 16. Februar 2003 in Montréal, Québec) ist ein kanadischer Freestyle-Skier. Er ist auf die Freeski-Disziplinen Big Air und Slopestyle spezialisiert. Bei den Weltmeisterschaften 2021 gewann er die Silbermedaille im Big Air. 

## Biografie
Édouard Therriault wuchs in Lorraine, einer Vorstadt von Montréal, auf. Er begann im Alter von zwei Jahren mit dem Skifahren und im Alter von sechs Jahren mit dem Freestyle.
Therriault startete Ende März 2018 im Slopestyle in Le Relais erstmals im Nor-Am Cup. Seinen ersten Podestplatz belegte er als Dritter von Calgary ein knappes Jahr später. Nachdem er im Rahmen der Canada Games in Red Deer in beiden Disziplinen Gold gewonnen hatte, gab er am 16. März 2009 im Big Air in Québec sein Debüt im Freestyle-Skiing-Weltcup. In Kläppen kürte er sich drei Wochen danach zum Juniorenweltmeister im Slopestyle. Im folgenden Winter bestritt er fünf Wettkämpfe im Weltcup, konnte dabei aber noch keine Spitzenergebnisse erreichen.
Bei seinen ersten Weltmeisterschaften in Aspen gewann Therriault hinter Oliwer Magnusson die Silbermedaille im Big Air. Im letzten Lauf zeigte er einen Switch Double 1800 mit Grab und verbesserte sich mit 93,5 Punkten noch vom dritten auf den zweiten Platz. Mitte Januar 2022 gelang ihm mit Slopestyle-Rang drei in Font-Romeu der erste Weltcup-Podestplatz seiner Karriere. Bei den darauffolgenden X-Games blieb er als Vierter in derselben Disziplin nur knapp hinter den Medaillenrängen zurück. Im Rahmen der Olympischen Winterspiele von Peking schied er in beiden Disziplinen als 13. der Qualifikation jeweils vor dem Finale der besten zwölf aus.
Nebenbei stellt Therriault sein Können in Skifilmen zur Schau. Sein Kurzfilm Edjoy: The Movie war 2021 bei einschlägigen Festivals vertreten.

## Erfolge

### Olympische Spiele
- Peking 2022: 13. Big Air, 13. Slopestyle

### Weltmeisterschaften
- Aspen 2021: 2. Big Air, 32. Slopestyle

### Weltcup
- 4 Platzierungen unter den besten zehn, davon 2 Podestplätze

### Weltcupwertungen
| Saison  | Gesamt | Gesamt | Slopestyle | Slopestyle | Big Air | Big Air | Park & Pipe | Park & Pipe |
| Saison  | Platz  | Punkte | Platz      | Punkte     | Platz   | Punkte  | Platz       | Punkte      |
| ------- | ------ | ------ | ---------- | ---------- | ------- | ------- | ----------- | ----------- |
| 2018/19 | 245.   | 1,2    | –          | –          | 47.     | 6       | –           | –           |
| 2019/20 | 149.   | 7,6    | 47.        | 4          | 24.     | 38      | –           | –           |
| 2020/21 | –      | –      | 31.        | 18         | 9.      | 29      | 28.         | 47          |
| 2021/22 | –      | –      | 13.        | 104        | 28.     | 14      | 23.         | 118         |
| 2023/24 | –      | –      | 30.        | 32         | 12.     | 87      | 34.         | 119         |

### Juniorenweltmeisterschaften
- Kläppen 2019: 1. Slopestyle, 37. Big Air

### Weitere Erfolge
- Gold bei den Canada Games 2019 in Slopestyle und Big Air
- 1 Podestplatz im Nor-Am Cup